# Подорож на Венеру (роман)
«Подорож на Венеру» (англ. Journey to Venus), або «Подорож до Венери, первісного світу; її дивовижні творіння та гігантські чудовиська» (англ. Journey to Venus the Primeval World; Its Wonderful Creations and Gigantic Monsters) — науково-фантастичний роман американського письменника Густавуса В. Поупа, написаний 1895 року. Книга стала продовженням роману Поупа «Подорож на Марс», яка вийшла роком раніше. Події на Венері відбуваються з тими самими героєм та героїнею, лейтенантом Фредериком Гемілтоном, USN, та його любовним захопленням, марсіанською принцесою Сугламією. Вони вирушають до Венери на марсіанському апараті, «езервольт».
Видавництво рекламувало цю книгу як «повну захопливих пригод, звільнень від волосся та небезпечних ситуацій, серед первозданних монстрів та напівлюдських створінь, епізоди, які слідують один за одним в такому пориві, що інтерес читача ніколи не згасне».
Сучасні критики відзначають книгу переважно через зображення в ній гігантських динозавроподібних звірів Венери. Романи Поупа про Марс та Венеру (твори задумувалися як початок цілої серії Романів про планети, яку автор так і не продовжив) були попередниками популярних планетарних пригодницьких романів ХХ століття Едгара Райса Берроуза, Отіса Адельберта Клайна та інших письменників. 
Оригінальне видання «Подорож на Венеру» від видавництва «Arena Publishing Co.» мало шістнадцять ілюстрацій від «Міс Ферфакс і місіс Макоулі». У наступному паперовому виданні кількість ілюстрацій була скорочена до трьох. Після банкрутства видавництва Arena Publishing Co. 1896 року «Подорож на Венеру» була перевидана в 1897 році нью-йоркським видавництвом F. T. Neely, але зі зменшиним розміром цих трьох ілюстрацій.